# Nancy Travis
Pour les articles homonymes, voir Travis.
Nancy Travis, née le 21 septembre 1961 à New York, dans l'État de New York, est une actrice américaine.

## Filmographie

### Actrice

#### Aucinéma
- 1987 : Trois Hommes et un bébé (3 Men and a Baby), de Leonard Nimoy : Sylvia Bennington
- 1988 : Veuve mais pas trop (Married to the Mob), de Jonathan Demme : Karen Lutnick
- 1988 : Les Coulisses de l'exploit (Eight Men Out), de  John Sayles : Lyra Williams
- 1990 : Affaires privées (Internal Affairs), de Mike Figgis : Kathleen Avilla
- 1990 : Loose Cannons, de Bob Clark : Riva
- 1990 : Air America, de  Roger Spottiswoode : Corinne Landreaux
- 1992 : Tels pères, telle fille (3 Men and a Little Lady, Québec : Trois hommes et une jeune demoiselle), d'Emile Ardolino : Sylvia Bennington
- 1992 : Un faire-part à part (Passed Away), de Charlie Peters : Cassie Slocombe
- 1992 : Chaplin, de Richard Attenborough : Joan Barry
- 1993 : La Disparue (The Vanishing), de George Sluizer : Rita Baker
- 1993 : Quand Harriet découpe Charlie ! (So I Married an Axe Murderer), de Thomas Schlamme : Harriet Michaels
- 1994 : Les Héritiers affamés (Greedy), de Jonathan Lynn : Robin Hunter
- 1995 : Lieberman in Love, de Christine Lahti : Kate
- 1995 : Destiny Turns on the Radio (au Québec : Un tour de destin), de Jack Baran : Lucille
- 1995 : Fluke, de Carlo Carlei : Carol Johnson
- 1996 : Bogus, de Norman Jewison : Lorraine Franklin
- 2000 : Au-dessus de tout soupçon (Dead by sunset), de  Karen Arthur : Carol
- 2000 : Auggie Rose de Matthew Tabak
- 2005 : Quatre Filles et un jean (The Sisterhood of the Traveling Pants), de Ken Kwapis : Lydia Rodman
- 2007 : Lettre ouverte à Jane Austen, de Robin Swicord : Cat
- 2024 : Ordinary Angels : Barbara
- 2025 : Sovereign de Christian Swegal : Patty

#### À la télévision

##### Série télévisée
- 1985 : ABC Afterschool Special : Judy (saison 14 épisode 4)
- 1987 : Worlds Beyond : Sally  (saison 1 épisode 4)
- 1987 : Histoires de l'autre monde (Tales from the Darkside) : Laura (saison 3 épisode 15)
- 1993 : Fallen Angels : Bette Allison (saison 1 épisode 4)
- 1995-1997 : Presque parfaite (Almost Perfect) : Kim Cooper
- 1996 : The Real Adventures of Jonny Quest : Spencer (saison 1 épisode 4)
- 1997 : Gun : : Diane Esheo (saison 1 épisode 2)
- 1999 : Work with Me : Julie Better
- 2002 : Rose Red : le professeur Joyce Reardon
- 2002-2004 : Becker : Chris Connor
- 2007-2009 : The Bill Engvall Show : Susan Pearson
- 2008 : Médium : Laura Swenson (saison 4 épisode 4)
- 2009 : Numbers : Jane Karellen (saison 5 épisode 17)
- 2010 : Desperate Housewives : Dr Mary Wagner (saison 7 épisodes 7,8)
- 2011-2021 : C'est moi le chef ! (Last Man Standing) : Vanessa Baxter
- 2011 : Grey's Anatomy : Allison Baker (saison 7 épisode 16)
- 2011 : How I Met Your Mother : Cheryl (saison 6 épisode 19)
- 2012 : Hart of Dixie : Emmeline Hattenbarger (saison 1 épisodes 1,2)
- 2017-2018 : Mr Mercedes : Donna Hodges (saisons 1 et 2)
- 2018 : La Méthode Kominsky : Lisa
- 2023 : New York, unité spéciale : Winifred Humphreys (saison 24, épisode 15)
- 2025 : Grosse Pointe Garden Society : Patty

##### Téléfilm
- 1985 : Malice in Wonderland : Ann
- 1986 : Harem : Jessica Gray
- 1988 : I'll Be Home for Christmas : Leah Bundy
- 1995 : Body Language : T. J. Harlow
- 1999 : Au fil de la vie (My Last Love) : Susan Morton
- 2000 : Running Mates : Jenny Pryce
- 2005 : Talk Show Diaries : Windsor
- 2007 : La Spirale infernale (The Party Never Stops: Diary of Binge Drinker) : April
- 2009 : Le Bateau de l'espoir (Safe Harbor) : Robbie
- 2010 : Le Pacte de grossesse (Pregnancy Pact) : Lorraine Dougan

### Productrice
- 1999 : Work with Me (coproductrice exécutive)
- 1999 : Au fil de la vie (My Last Love) (productrice)

### Doublage
- 1997 : Duckman: The Legend of the Fall
- 1997 : Duckman: Private Dick/Family Man : voix de Grandma-ma Sophia (Saison 4, épisode 17)
- 1996 : Duckman: Private Dick/Family Man : voix de Bernice (Saison 3, épisode 3)
- 1995 : Duckman: Private Dick/Family Man : voix de Bernice (Saison 2, épisode 1)
- 1994 : Duckman: Private Dick/Family Man : voix de Bernice (Saison 1, épisode 12)
- 1998 : Superman : Voix de Darci Mason (Saison 3, épisode 4)
- 2000 : La Famille Delajungle (The Wild Thornberrys) : Voix du chat (Saison 3, épisode 6)

## Voix françaises
| - Martine Irzenski dans : - La Nuit du harem (téléfilm) - Affaires privées - Un faire-part à part - Desperate Housewives (série télévisée) - Grey's Anatomy (série télévisée) - C'est moi le chef ! (série télévisée) - Mr. Mercedes (série télévisée) - La Méthode Kominsky (série télévisée) - Famille en réparation (série télévisée) - Caroline Beaune dans : - Médium (série télévisée) - Le Bateau de l'espoir (téléfilm) - Le Pacte de grossesse (téléfilm) | - Véronique Alycia dans : - Trois Hommes et un bébé - Tels pères, telle fille - Ariane Deviègue dans : - Rose Red (mini-série) - La Spirale infernale (téléfilm) Et aussi - Laurence Crouzet dans Veuve mais pas trop - Sophie Deschaumes dans Chaplin - Dorothée Jemma dans La Disparue - Nathalie Régnier dans Quand Harriet découpe Charlie ! - Anne Deleuze dans Greedy - Rafaèle Moutier dans Fluke - Michèle Lituac dans Presque parfaite - Brigitte Berges dans Bogus - Delphine Braillon dans How I Met Your Mother (série télévisée) - Juliette Degenne dans The Ranch (série télévisée) |